# 鎌原重澄
鎌原 重澄（かんばら しげずみ）は、戦国時代の武将。上野国吾妻郡鎌原郷（現・嬬恋村）の国衆。鎌原城主。

## 生涯
父は鎌原宮内少輔幸重。吾妻郡西部の三原荘は鎌倉期に海野幸氏が地頭として入部し、戦国期には鎌原氏を含め湯本・羽尾氏ら国衆が三原荘の各地を支配していた。また、吾妻郡東部の吾妻斎藤氏が勢力を伸ばし、鎌原氏ら三原荘の国衆は吾妻斎藤氏の同心となっていたという。
鎌原氏は所領が隣接する羽尾氏と所領問題を巡って対立し、永禄3年（1560年）10月には羽尾道雲とそれを支援する斎藤憲広らに鎌原城を攻められ、重澄の父・幸重は降伏したという（『加沢記』）。翌年（1561年）11月から武田信玄の西上野侵攻が始まると吾妻斎藤氏から離反して武田氏に従った。後に吾妻斎藤氏も武田氏の従属国衆となり、信玄より斎藤憲広へ鎌原氏から横領した所領を返還するよう申し付けられたが、憲広は返還を拒否している。このため重澄は信濃国海野領で替地を与えられている。
永禄5年（1562年）5月には大戸浦野氏を武田氏に従属させており、武田氏への取次を務めている。
永禄7年（1564年）には斎藤憲広・羽尾道雲が武田氏より離反して没落しており、横領されていたとみられる所領について改めて宛がわれている。
その後は岩櫃城将となった真田氏の相備えとなった。天正3年（1575年）5月21日の長篠の戦いで戦死した。